# Europium(III)-sulfat
Europium(III)-sulfat (Eu2(SO4)3) ist ein Salz des Seltenerd-Metalls Europium mit Schwefelsäure. Es bildet als Octahydrat blass rosafarbene Kristalle, die unter Anregung mit kurzwelliger UV-Strahlung intensiv rot fluoreszieren.

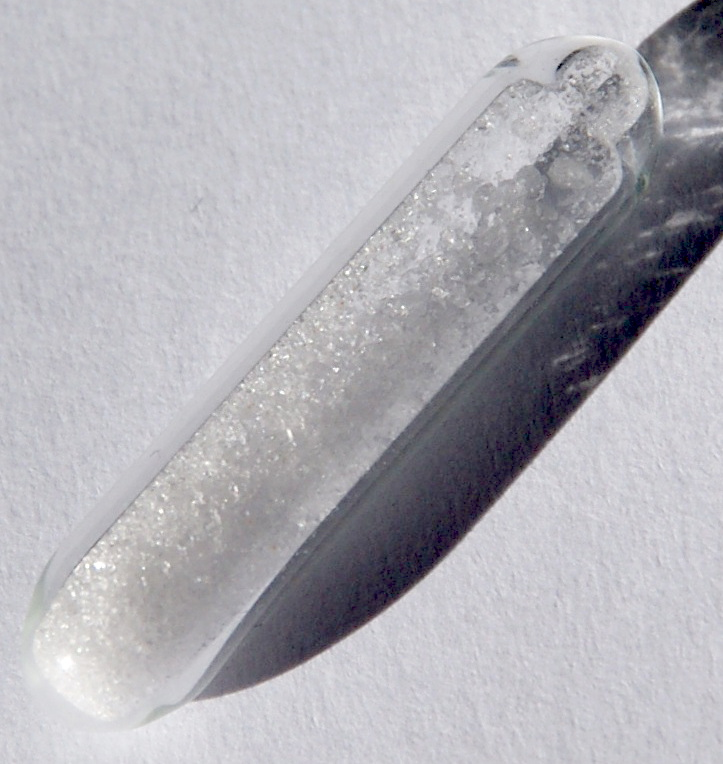
Europium(III)-sulfat
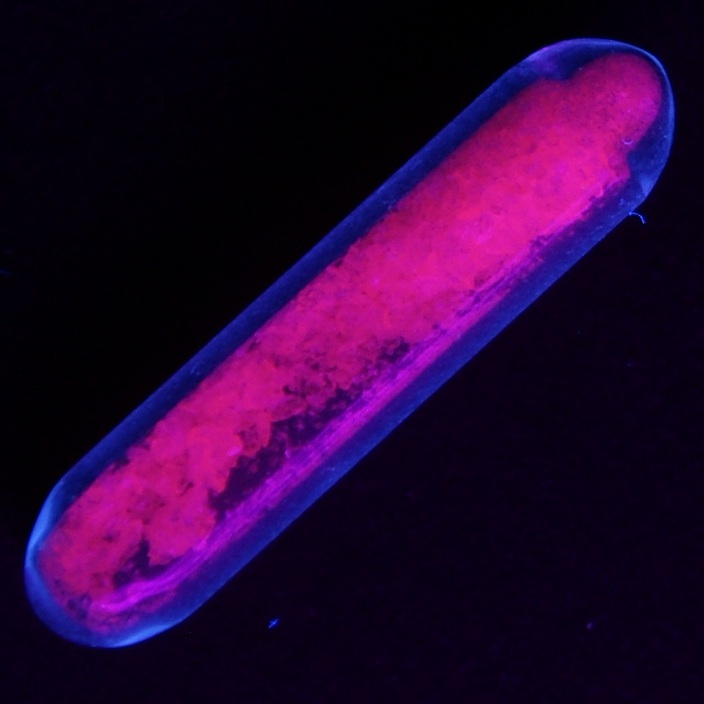
Europium(III)-sulfat (Fluoreszenz)